# Quileute
I Quileute, conosciuti anche come Quillayute, sono un popolo nativo americano dello Stato di Washington, Stati Uniti, che conta all'incirca 750 persone. I Quileute si stabilirono nella Riserva indiana dei Quileute dopo aver firmato il Trattato del fiume Quinault nel 1855. La riserva è sita vicino all'angolo sudovest della Contea di Clallam, alla foce del fiume Quillayute sulla costa del Pacifico.
Il principale centro abitato della riserva è La Push. Il censimento degli Stati Uniti del 2000 ha riportato che 371 membri della popolazione vivono nella riserva, che ha una superficie di 4.061 km². Il popolo quileute ha un proprio governo all'interno degli Stati Uniti che consta di un consiglio tribale ad elezione scaglionata.
Il linguaggio dei quileute appartiene alla famiglie delle lingue chimakuan. Tale linguaggio è unico nel suo genere visto che l'unica popolazione indigena legata ai quileute, i chimakum, fu spazzata via da Capo Seattle e dagli squamish negli anni '60 dell'800. Il linguaggio quileute è una delle sei lingue conosciute mancanti dei suoni nasali.

## I Quileute nella letteratura
I Quileute, in una versione fortemente romanzata, hanno un ruolo molto rilevante in tutti e quattro i libri della saga di Twilight scritti da Stephenie Meyer. Nei romanzi, alcuni membri della tribù dei Quileute sono in grado di trasformarsi in lupi, e sono nemici dei vampiri. Jacob Black, uno dei protagonisti della saga, è un quileute.
Il romanzo Spirit Quest di Susan Sharpe racconta dell'undicenne Aaron Singer, che trascorre parte delle sue vacanze esistive nella riserva indiana dei Quileute a Washington, dove  fa amicizia con Robert, un ragazzino Quileute. Anche se Aaron ammira e rispetta la cultura di Robert, si renderà conto con tristezza che non potrà mai far parte completamente del mondo dell'amico.
Inoltre i Quileute hanno una rilevanza minore nel romanzo Saving Cascadia di John J. Nance, essendo i vicini meridionali della nazione immaginaria di Quaalatch, proprietaria di Cascadia Island.